# Ступино (Савинский район)
Ступино — деревня в Савинском районе Ивановской области России. Входит в состав Воскресенского сельского поселения.

## География
Деревня находится в южной части Ивановской области, в зоне хвойно-широколиственных лесов, при автодороге 24К-111, на расстоянии примерно 13 километров (по прямой) к востоку-юго-востоку от Савина, административного центра района. Абсолютная высота — 112 метров над уровнем моря.

### Климат
Климат характеризуется как умеренно континентальный, с умеренно холодной многоснежной зимой и относительно тёплым летом. Среднегодовая температура воздуха — 2,9 °C. Средняя температура воздуха самого холодного месяца (января) — −11,6 °C (абсолютный минимум — −46 °C), средняя температура самого тёплого (июля) — 17,7 °С (абсолютный максимум — 37 °С). Безморозный период длится около 120 дней. Годовое количество атмосферных осадков составляет 550 мм, из которых большая часть выпадает в тёплый период. Снежный покров держится в течение 150 дней.

### Часовой пояс
Деревня Ступино, как и вся Ивановская область, находится в часовой зоне МСК (московское время). Смещение применяемого времени относительно UTC составляет +3:00.

## Население
| 1859 | 1905 | 2010 |
| ---- | ---- | ---- |
| 126  | ↘106 | ↘14  |

### Национальный состав
Согласно результатам переписи 2002 года, в национальной структуре населения русские составляли 95 % из 22 чел.